# Dabas vasútállomás
Dabas vasútállomás egy Pest vármegyei vasútállomás, amit a MÁV üzemeltet Dabas településen. A városközpont északi szélén helyezkedik el, közúti elérését az 5-ös főút és a 4606-os út kereszteződésétől induló 46 306-os számú mellékút (települési nevén Vonat utca) biztosítja.

## Áthaladó vasútvonalak
- Budapest–Lajosmizse–Kecskemét-vasútvonal (142)

## Közúti megközelítése
Az állomás Dabas város belterületének északkeleti szélén helyezkedik el, nem messze attól, ahol a 4606-os út beletorkollik az 5-ös főútba. Az állomást a 4606-os útból, annak utolsó méterein északnak kiágazó 46 306-os számú mellékút szolgálja ki.
Közösségi közlekedéssel az állomás az alábbi helyközi buszjáratokkal érhető el:
- 618, 640

## Forgalom
| Járat | Útvonal | Gyakoriság |
| ----- | --- | ---------- |
| S21   | Budapest-Nyugati – Zugló – Kőbánya alsó – Kőbánya-Kispest – Kispest – Pestszentimre felső – Pestszentimre – Gyál felső – Gyál – Felsőpakony – Ócsa – Inárcs-Kakucs – Dabas – (Gyón – Hernád – Örkény – Táborfalva – Felsőlajos – Lajosmizse – Lajosmizse alsó – Klábertelep – Felsőméntelek – Méntelek – Alsóméntelek – Nagynyír – Hetényegyháza – Úrihegy – Miklóstelep – Kecskemét-Máriaváros – Kecskemét alsó – Kecskemét) | Óránként   |